# Steinexpo

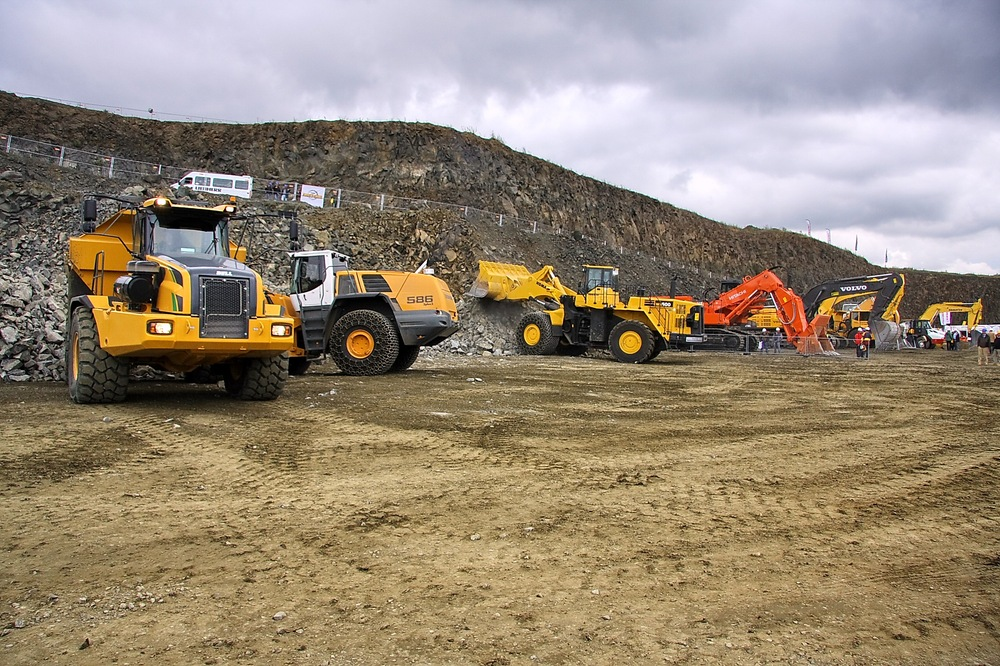
Demonstrationsgelände auf der Steinexpo 2008

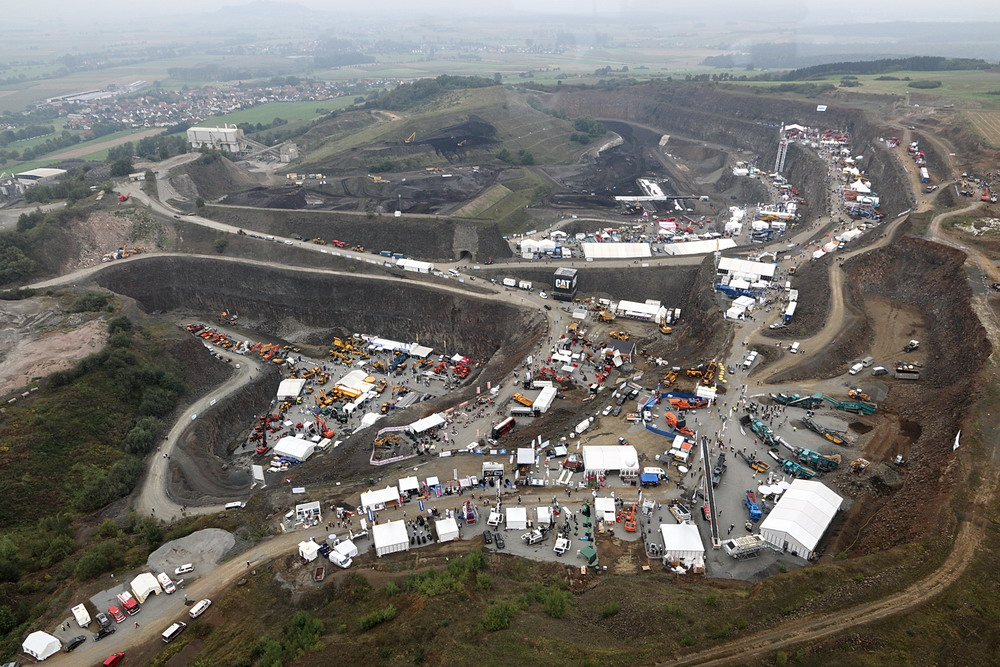
Luftaufnahme der Steinexpo 2014

Die Steinexpo (Internationale Steinbruch-Demonstrationsmesse für die Roh- und Baustoffindustrie) ist nach Angaben des Veranstalters die größte Demonstrationsmesse ihrer Art auf dem europäischen Kontinent. Sie findet seit ihrer erstmaligen Ausrichtung 1990 alle drei Jahre in Europas größtem Basaltsteinbruch „Hochberg“ der Mitteldeutsche Hartstein-Industrie AG im hessischen Nieder-Ofleiden statt. Organisiert wird die Messe von der Geoplan GmbH. Die offizielle Schreibweise ist steinexpo.

## Messebesucher
Der Fachbesucheranteil liegt meist über 90 %, dazu kommen Nachwuchskräfte oder Privatbesucher. Aus Sicherheitsgründen ist das Tragen eines Schutzhelms erforderlich. Eine Besonderheit der Steinexpo ist die Möglichkeit, Geräte und Maschinen nicht nur als Exponate, sondern auch auf dafür reservierten Flächen unter Einsatzbedingungen vorzuführen.

## Messethemen
Die Ausstellungsbereiche 2023 waren:
- Bohr- und Sprengtechnik
- Gewinnungs- und Transportgeräte
- Automatisierung und Digitalisierung
- Aufbereitungstechnik
- Veredelung
- Abbruch und Recycling
- Zubehör
- Dienstleistungen
- Fachverlage/Verbände/Institutionen

Auf dem Messegelände finden außerdem Wettkämpfe im Truck Trial statt, und es werden Hubschrauberrundflüge angeboten.